# Johannes Roger Dalassenos
Johannes Roger Dalassenos (mittelgriechisch Ιωάννης Ρογέριος Δαλασσηνός; um oder kurz nach 1100; † vor 1166 in Konstantinopel?) war ein byzantinischer Aristokrat normannischer Herkunft und Schwiegersohn des Kaisers Johannes II.

## Leben
Johannes Roger war der Sohn eines Gefolgsmanns von Robert Guiskard, der bei dessen Feldzug gegen Alexios I. zu den Byzantinern übergelaufen und in kaiserliche Dienste getreten war, und einer unbekannten Angehörigen der byzantinischen Aristokratenfamilie der Dalassenoi. Dem Befund der Siegel zufolge bevorzugte Johannes selbst den prestigeträchtigeren Familiennamen seiner Mutter, während die Geschichtsschreiber, beginnend mit Johannes Kinnamos, zumeist sein normannisches Patronym verwenden.
Bereits durch seine Abkunft mütterlicherseits war Johannes Roger mit der herrschenden Dynastie der Komnenen verbunden. Diese Verbindung wurde noch gefestigt, als er vor Oktober 1136 Johannes’ II. älteste Tochter Maria Komnena, die Zwillingsschwester des Thronfolgers Alexios, heiratete. Aus der Ehe gingen zwei Söhne und zwei Töchter hervor. Wahrscheinlich anlässlich dieser Hochzeit verlieh Johannes II. seinem Schwiegersohn den mit dem etwa gleichzeitigen Ableben des Nikephoros Bryennios vakant gewordenen Titel Kaisar. Die Krönung erfolgte möglicherweise erst 1138 anlässlich der triumphalen Rückkehr des Kaisers von seinem Feldzug gegen Kleinarmenien und das muslimische Syrien.
Nach dem Tode Johannes’ II. am 8. April 1143 versuchte Johannes Roger seinem zum Nachfolger designierten Schwager Manuel I. das Kaisertum streitig zu machen. Seinen Thronanspruch unterstützten Teile der Aristokratie und insbesondere die in Konstantinopel lebenden Normannen, darunter der vor Roger II. aus Italien geflohene Robert II. von Capua. Maria Komnena hielt jedoch zu ihrem jüngeren Bruder und verriet ihm die Usurpationspläne ihres Gatten. Johannes Roger wurde daraufhin aus der Hauptstadt herausgelockt, gefangen genommen und bis zur Krönung Manuels in Gewahrsam gehalten.
Ähnlich wie bei seinem älteren Bruder Isaak ließ Manuel I. auch gegenüber seinem rebellischen Schwager Milde walten und beließ ihm den Kaisaren-Titel. Für Februar 1147 ist Johannes Roger als Teilnehmer einer Synode im Blachernen-Palast belegt, 1152 amtierte er als Gouverneur von Strumitza im oberen Vardar-Tal. Seit 1145/46 verwitwet, wurde der Kaisar 1152 nach Antiochia gesandt, um die Witwe des Fürsten Raimund, Konstanze, für sich zu gewinnen. Konstanze wies ihn jedoch trotz seines stolzen Titels und seiner normannischen Abkunft ab, da sie ihn zu alt und unattraktiv fand, und gab stattdessen Rainald von Châtillon den Vorzug.
Johannes Roger Dalassenos kehrte nach Konstantinopel zurück und trat als Mönch in ein Kloster ein, wo er zu einem unbekannten Zeitpunkt vor 1166 starb.